# УРАН

Логотип мережі УРАН

«УРАН» (англ. URAN, Ukrainian Research and Academic Network) — українська науково-освітня телекомунікаційна мережа.

## Історія розвитку
Існує з 1996 року. Створена за рішенням Міністерства освіти України та НАН України при підтримці університетів, інститутів Міністерства Освіти та НАН, згідно зі Спільною Постановою Президії Національної Академії наук України і Колегії Міністерства освіти України від 20 червня 1997.
В основу створення мережі покладено концепцією, ухвалену міжнародною нарадою «Комп'ютерна мережа закладів вищої освіти і науки України» за участю представників Наукового відділу НАТО (24-26 квітня 1997, м. Київ) та міжнародною конференцією «Комп'ютерні мережі в вищій освіті» (26-28 травня 1997, м. Київ).
У 2007 році мережу «УРАН» було визнано національною мережею — представником України у проекті GÉANT, що дало технічну можливість науковцям з України брати участь у спільних з ЄС проектах з високими вимогами до пропускної здатності каналів передачі даних, зокрема, з Європейським центром ядерних досліджень ЦЕРН (Швейцарія) для реалізації спільних проектів з фізики високих енергій.
Завдяки інтеграції з GÉANT, в НТУУ «КПІ» функціонує інформаційний портал, який містить національні дані з фізики твердої землі, сонячно-земної фізики, океанографії тощо, актуалізація яких забезпечується партнерами Світового центру даних.
У 2010 році для користувачів мережі впроваджено сервіс проведення відеоконференцій, доступ до якого є безкоштовним. Для цих потреб встановлено сервер з програмним забезпеченням Tixeo. Кількість користувачів, які мають можливість одночасної участі у конференції, обмежується лише ліцензією, яка сьогодні авторизує до 30 з'єднань і за потреби може бути розширена.
19 квітня 2011 року в НТУУ «КПІ» відбулися чергові річні загальні збори Асоціації користувачів мережі «УРАН». Сьогодні до Асоціації долучилося вже 79 наукових, освітніх та культурних закладів з усіх регіонів України.

## Технічні характеристики
Мережа об'єднує волоконно-оптичними лініями зв'язку близько 90 науково-освітніх установ у 20 містах України, нараховує в них понад 300 км власних оптичних кабелів та має більш ніж 200 точок підключення. Зокрема, до мережі під'єднано близько 50 % всіх українських університетів (ВНЗ III—IV рівнів акредитації), в яких навчається близько 66 % всіх студентів країни.
Поєднана з пан'європейською мережею GÉANT.

## Організація фінансування
Мережа «УРАН» розбудовується завдяки фінансуванню робіт Міністерством освіти і науки України, Науковим департаментом НАТО та іншим Європейським грантам.

## Сервіс доступу до наукової періодики
У 2008 абонентам мережі «УРАН» забезпечено централізований доступ до кількох провідних баз наукової періодики, зокрема, повних колекцій видавництв
- Cambridge University Press,
- Royal Society of Chemistry,
- Blackwell Publishing/Wiley,
- Springer Science+Business Media B.V.,
- American Physical Society,
- журналів Science та Nature за 1997—2008 роки.

За підтримки МОН України на 2009 рік було частково передплачено повну колекцію наукової періодики за 1997—2009 роки видавництва Springer Science+Business Media B.V.
На початку 2011 р. було надано тестовий доступ до бібліотеки електронних книг World eBook Library, а остаточне рішення про продовження передплати буде прийнято восени після оцінки популярності ресурсу.

## Плани розвитку
На 2011—2012 у мережі «УРАН» заплановано подальший розвиток волоконно-оптичної мережевої інфраструктури в містах України, залучення додаткових інформаційних ресурсів від видавців електронних наукових публікацій, організацію додаткових сервісів у мережі «УРАН», зокрема, функціонування серверу персональних віртуальних кабінетів, сервісів для хмарних обчислень, здійснення заходів для сприяння підвищенню рейтингу членів Асоціації «УРАН» у системах оцінки інформаційних ресурсів, зокрема, в університетському рейтингу Webometrics.

## Виноски
1. ↑  http://kpi.ua/1119-5